# Govert Harmsen
Govert Harmsen is een personage uit de Nederlandse soapserie Goede tijden, slechte tijden dat in de serie meedeed van 1991 tot en met 2006. De rol werd hoofdzakelijk gespeeld door Wik Jongsma. In 1999 werd de rol van Harmsen gespeeld door Hans Beijer en in 2003/2004 door Niek Pancras.

## Biografie personage
Govert Harmsen woont in Meerdijk. Hij is in eerste instantie niet blij als er een opvangcentrum voor jongeren naast zijn huis wordt geplaatst en raakt in de clinch met Koossie Sybrandi, de eigenaar. Jaren later is Harmsens ergernis echter weg en mag iedereen gewoon bij hem over de vloer komen. Hij biedt onder meer onderdak aan zijn nichtjes Nancy, Hedwig, en Jessica, maar ook aan onder meer Job Zonneveld, Arthur Peters en Benjamin Borges. Iedereen ziet hem als een soort oom.
Govert Harmsen heeft in zijn leven vele banen gehad. Hij was onder andere conciërge bij AA&F (het bedrijf van Robert Alberts, Jef Alberts en Daniël Daniël). Toen ook Janine Elschot hier werkte, werd hij verliefd op haar. Hier wilde Janine echter niets van weten. Nadat Govert bij AA&F meerdere fouten beging om Janine te verleiden, werd hij ontslagen. Ook werkte oom Govert in café De Cactus, Hotel Dendermonde (het hotel van Anita Dendermonde) en in theater Scala. Met Anita heeft Govert altijd een bijzondere band gehad.
Goverts vrouw Elizabeth is overleden en Govert staat aanvankelijk niet open voor een nieuwe liefde. Dan ontmoet hij via een datingsadvertentie de ex-psychiatrische patiënte Lisette de Boer, die eerder heeft geprobeerd Helen Helmink te vermoorden omdat ze de vader van Anita (Gerard Dendermonde) voor zichzelf wilde. Lisette belandt opnieuw in de kliniek als ze in de oude woning van Helen Rik en Anita gegijzeld houdt, maar Govert Harmsen blijft gevoelens voor haar koesteren. Later biedt Govert haar in het geheim onderdak en hij weet via Ludo Sanders iemand te regelen die een nieuw paspoort voor haar kan maken. Uiteindelijk besloot ook Govert echter dat Inge niet is te vertrouwen en hij besluit met pijn in zijn hart de politie te bellen en haar opnieuw te laten opnemen. Later krijgt Inge/Lisette opnieuw een psychoseaanval en ze bedreigt Govert, die in een depressie raakt en een mislukte zelfmoordpoging doet.
Dan komt Hennie Bolmans op Harmsens pad. Govert Harmsen leert haar kennen via Laura Selmhorst, die nu werkt als relatiebemiddelaar. Hoewel het aanvankelijk wat stroef gaat tussen de twee, besluiten ze vervolgens de grote sprong te wagen en te trouwen. Wanneer Hennie kort daarna overlijdt, blijft Govert weer alleen achter.
Na een lange vakantie in Nieuw-Zeeland komt Govert Harmsen terug in Meerdijk. Zijn fantasie is inmiddels nogal op hol geslagen. Samen met Tracey Gould schrijft hij fantastische verhalen voor het tijdschrift de N.O.W. (het blad van Janine). Dan komt uit dat hij alles heeft verzonnen. Om een tijdje uit de roulatie te zijn besluit hij met Tracey mee op reis te gaan naar het Amazone-gebied. Als hij verneemt dat Benjamins vriendin Pascale Berings is vermoord, wijzigt hij zijn plannen. Hij vindt dat hij Benjamin, op wie hij gesteld is geraakt, niet in de steek mag laten. Dan krijg Harmsen een hersentumor, waaraan hij succesvol wordt geopereerd.
Govert Harmsen is woedend als hij moet verhuizen van de gemeente, omdat zijn huisje moet worden gesloopt. Hij doet er alles aan om het te voorkomen, maar tevergeefs. Dennis Alberts en Charlie Fischer bieden hem dan aan om in Scala te komen wonen. Meneer Harmsen gaat hiermee akkoord.
Meneer Harmsen krijgt weer gevoelens voor Louise Kappers. In zijn schooltijd was hij verliefd op haar. Achteraf blijkt dit wederzijds te zijn geweest. Louise en Govert kunnen het dan na al die jaren nog steeds goed met elkaar vinden. Echter is er wel een minpuntje. Louise woont in Denemarken en Govert denkt dat hij over de liefde heen is. Zowel Louise als Dorothea vinden dit onzin en vinden dat hij moet genieten van het leven en van de liefde. Als Louise hem vraagt om bij haar te komen wonen in Denemarken twijfelt hij eerst, maar zwicht. Hij neemt afscheid van zijn vrienden in Meerdijk en stapt op het vliegtuig.
Na het vertrek van Govert in 2006 wordt er niks meer van hem vernomen. In 2025 komt de kijker erachter dat Govert op 12 november 2007 is overleden en begraven ligt in Meerdijk na een bezoek van Jessica.